# Stora Lunnabol säteri
Stora Lunnabol säteri är en herrgård belägen i Kyrkås socken i Essunga kommun i Västergötland.
Gården omnämns första gången under namnet Lwndhabool år 1546. Då utgjorde gården en hel by och inkorporerade bland annat även den gård som idag heter Lilla Lunnabol. Till gården hörde även en rad olika torp. Gårdsnamnet kommer av kombinationen av Lund eller dialektala Lunne med samma betydelse samt Bol som står för nybygge.
Gården har genom tiderna bland andra tillhört ätterna Frölich, Hierta, och Hård af Segerstad.
Idag bedrivs ekologisk växodling samt certifierat skogsbruk på gården.
År 2014, i samband med ägarbyte av gården, påbörjades en renovering av mangårdsbyggnaden som uppfördes 1825.